# Ryptjärnberget
Ryptjärnberget är ett naturreservat i Vilhelmina kommun i Västerbottens län.
Området är naturskyddat sedan 1991 och är 74 hektar stort. Reservatet består av urskogsartad fjällgranskog med inslag av mindre myrar, bäckar och småtjärnar. I öster finns en högvuxen granskog.